# Cirrhinus chinensis
 Cirrhinus chinensis és una espècie de peix cipriniforme de la família dels ciprínids.

## Morfologia
Els mascles poden assolir els 43,2 cm de longitud total i els 2,5 kg de pes.

## Distribució geogràfica
És originari de la Xina pero ha estat introduït a molts països del Sud-est asiàtic.